# 貝雷佐維奇
50°47′52″N 24°34′53″E / 50.79778°N 24.58139°E
贝雷佐維奇（烏克蘭語：Березовичі），是烏克蘭西部沃倫州沃洛德米爾區济姆内市镇的村落。始建於1287年，面積1.92平方公里，海拔高度223米，2001年人口670。